# Kiyotaka Ishimaru
Kiyotaka Ishimaru (石丸 清隆 Ishimaru Kiyotaka?, nacido el 30 de octubre de 1973 en Katano, Osaka) es un exfutbolista japonés. Jugaba de centrocampista y su último club fue el Ehime FC de Japón.

## Trayectoria

### Clubes
| Club               | País  | Año         |
| ------------------ | ----- | ----------- |
| Avispa Fukuoka     | Japón | 1996 - 2000 |
| Kyoto Purple Sanga | Japón | 2001 - 2005 |
| Ehime FC           | Japón | 2005 - 2006 |

## Palmarés

### Títulos nacionales
| Título             | Club               | País  | Año  |
| ------------------ | ------------------ | ----- | ---- |
| Copa del Emperador | Kyoto Purple Sanga | Japón | 2002 |